# デリラ

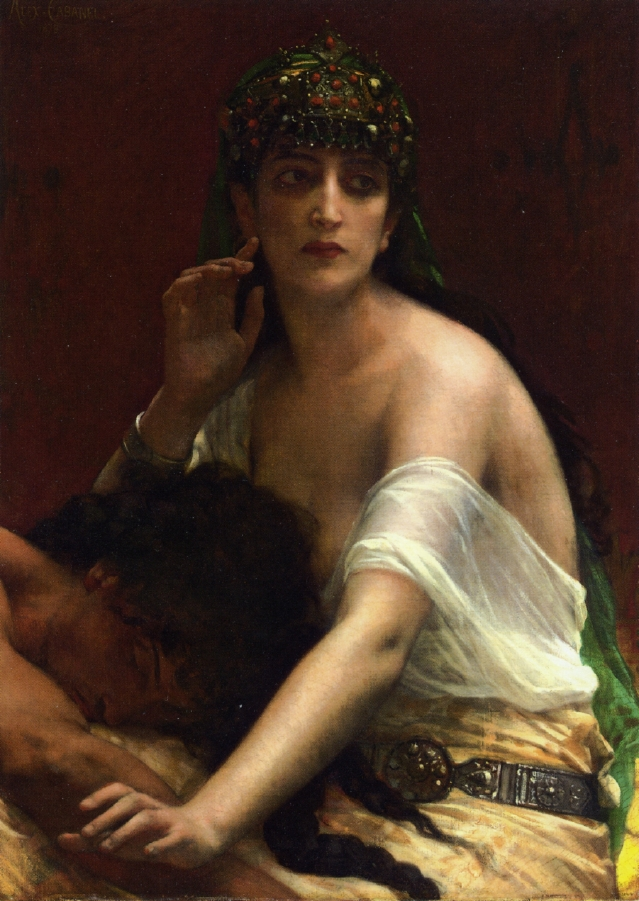
デリラ

デリラ（Delilah）は、『旧約聖書』の士師記に登場するペリシテ人の女性で、サムソンの妻である。サムソンを裏切ってペリシテ人に売り渡したといわれる。

## 名前の由来
ユダヤ教ではデリラは、「弱くする」を意味するヘブライ語「ダーラル」から作られたと言われている。アラビア語から「妖婦」「誘惑する女」という意味と、アッカド語から「イシュタルの賛美、威光」という意味、また「上品な」「贅沢好みの」の意味とする説がある。
英語では「ディライラ」/dɪˈlaɪlə/と発音する。

## 生涯
古代イスラエルの士師であったサムソンは、ツォルアにいたデリラと恋仲になり心を許していた。ペリシテ人の領主たちはサムソンを倒すために、デリラにそれぞれが銀1100枚ずつ渡すと告げて買収する。

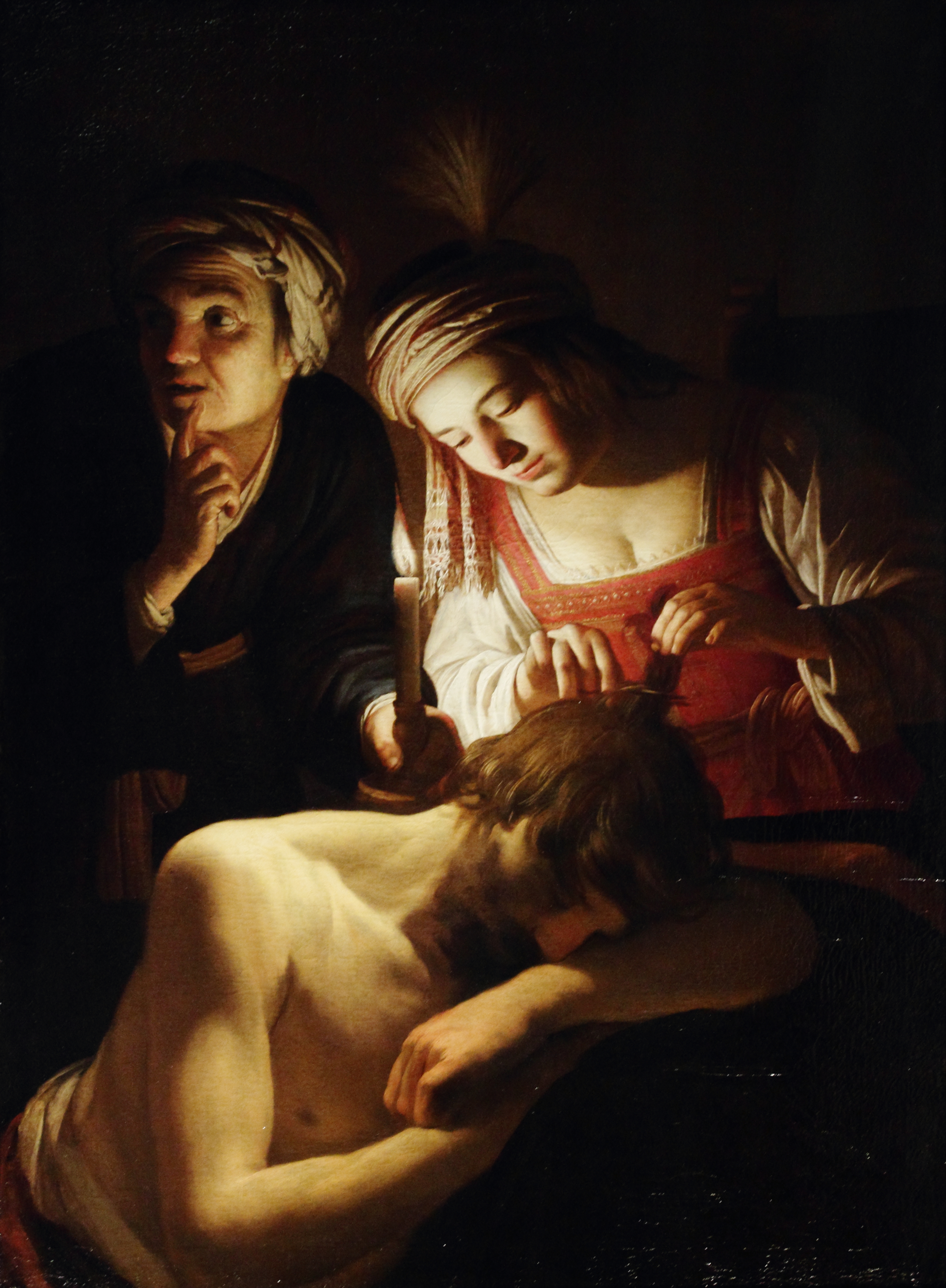
サムソンの髪を切るデリラ。ヘラルト・ファン・ホントホルスト（1615年）。

デリラはサムソンの力の秘密を探ろうとするが、サムソンは3度もうそをついてデリラをだます。しかし、4度目にデリラが泣きすがったときに、サムソンは髪に力の秘密があることを打ち明けてしまった。
デリラはサムソンが真実を明かしたことを直感的に悟り、ペリシテ人の領主たちに密告した。デリラはサムソンが眠っている間に髪の毛を剃る。髪の毛を失ったサムソンは力を失い、襲ってきたペリシテ人に抵抗できず捕らえられることになった。そして、サムソンは悲劇的な最期を迎えることになる。

## サムソンとデリラを題材とした作品
- サムソンとデリラ (オペラ) - サン＝サーンス作曲のオペラ。
- サムソンとデリラ (1922年の映画)（英語版） - 1922年のオーストリアの映画。アレクサンダー・コルダ監督。
- サムソンとデリラ (1949年の映画) - 1949年のアメリカ合衆国の映画。セシル・B・デミル製作・監督。
- サムソンとデリラ (1984年のテレビ映画)（英語版） - 1984年のアメリカのテレビ映画。リー・フィリップス（英語版）監督。
- サムソンとデリラ (1996年の映画)（英語版） - 1996年のドイツのテレビ映画。ニコラス・ローグ監督。
- サムソンとデリラ (2009年の映画)（英語版） - 2009年のオーストラリアの映画。ワーウィック・ソーントン（英語版）監督。
- サムソンとデリラ (マンテーニャ) - アンドレア・マンテーニャの絵画。
- サムソンとデリラ (ルーベンス) - ピーテル・パウル・ルーベンスの絵画。
- サムソンとデリラ (レンブラント) - レンブラント・ファン・レインの絵画。